# Kalāteh-ye Reẕā Khān
Kalāteh-ye Reẕā Khān (persiska: کلاته رضا خان, Kalāteh-ye Rezā Khān) är en ort i Iran.   Den ligger i provinsen Khorasan, i den nordöstra delen av landet, 600 km öster om huvudstaden Teheran. Kalāteh-ye Reẕā Khān ligger 1 549 meter över havet och antalet invånare är 144.
Terrängen runt Kalāteh-ye Reẕā Khān är kuperad västerut, men österut är den platt. Terrängen runt Kalāteh-ye Reẕā Khān sluttar brant österut. Runt Kalāteh-ye Reẕā Khān är det ganska glesbefolkat, med 43 invånare per kvadratkilometer. Närmaste större samhälle är Āb Gorg, 8,2 km norr om Kalāteh-ye Reẕā Khān. Omgivningarna runt Kalāteh-ye Reẕā Khān är i huvudsak ett öppet busklandskap.